# Plutarchia pubiflora
Plutarchia pubiflora är en ljungväxtart som först beskrevs av Hugh Algernon Weddell, och fick sitt nu gällande namn av A. C. Smith. Plutarchia pubiflora ingår i släktet Plutarchia och familjen ljungväxter. Inga underarter finns listade i Catalogue of Life.